# Salzhäuser

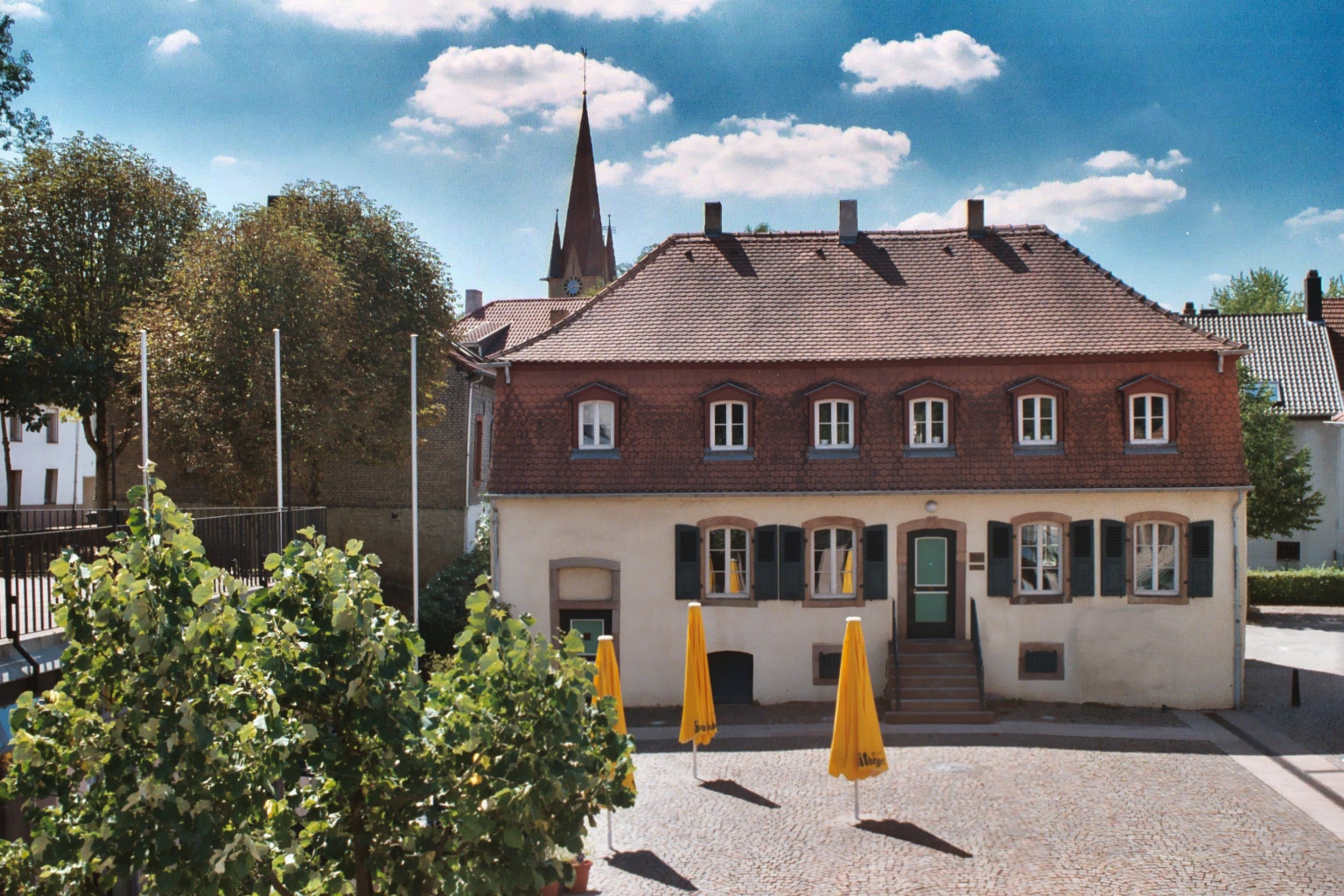
Ehemaliges Herrenhaus

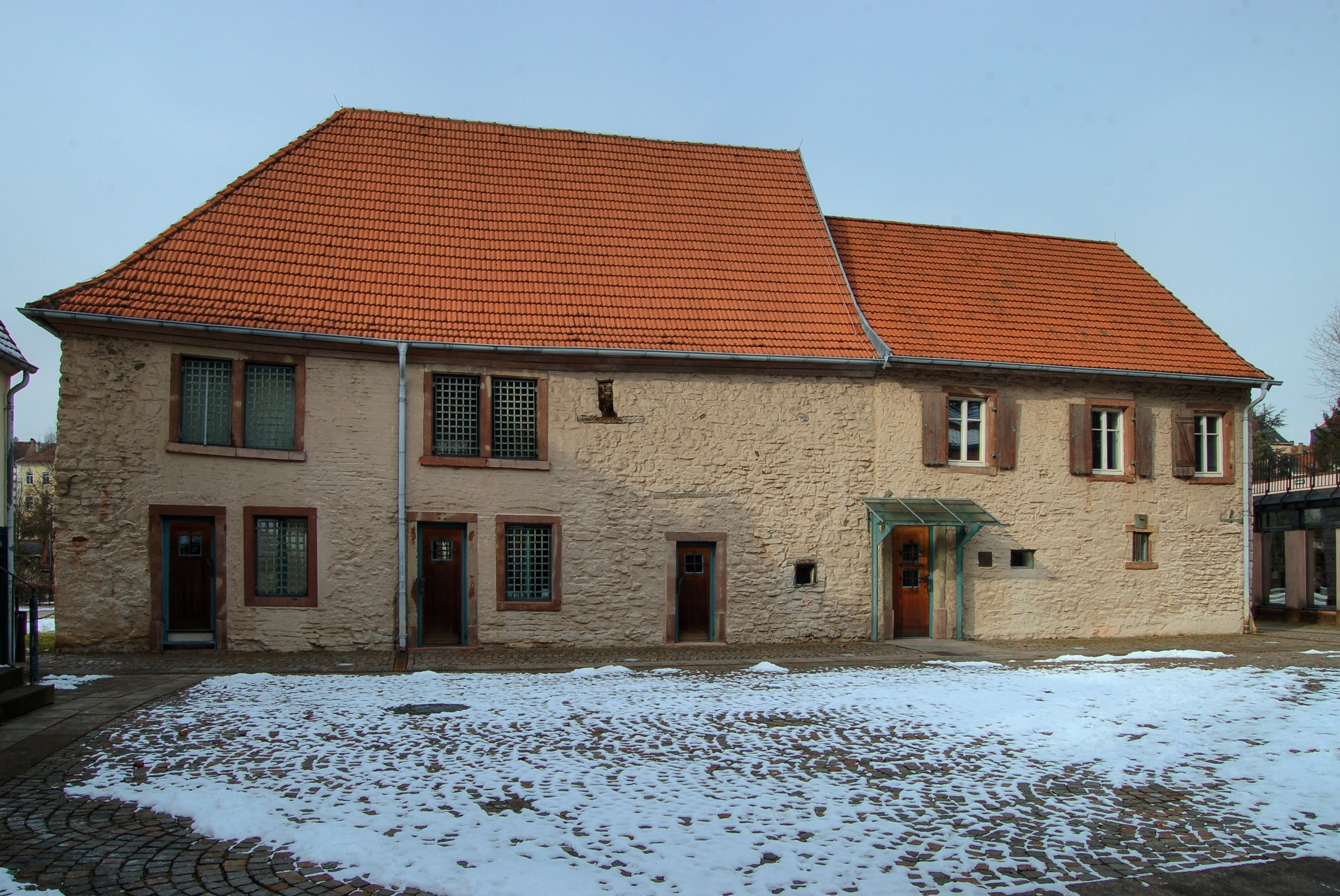
Salzbrunnenhaus

Die Salzhäuser in Sulzbach/Saar sind ein Gebäudeensemble aus dem Salzbrunnenhaus und einem Herrenhaus. Alle Gebäude stehen als Einzeldenkmäler unter Denkmalschutz.

## Geschichte
Die Förderung von Salz ist in Sulzbach erstmals 1549 urkundlich belegt. Das Salz aus dem Buntsandstein war durch Grundwasser gelöst worden. Ein Brunnen förderte die entstandene Sole aus einer Tiefe von rund 7 bis 8 Metern. Das Salzwasser wurde dann in großen Pfannen durch Hitzezufuhr verdampft. Übrig blieb das Salz. In den 1730er Jahren wurde ein Gradierwerk errichtet.
Anfangs war der Brunnen nur provisorisch überdacht, der Bau des Salzbrunnenhauses erfolgte dann in den 1730er Jahren in der letzten Phase der Salzgewinnung. Zu diesem Zeitpunkt betrieb Salzdirektor Joseph Todesco aus dem heutigen Hessen das Werk. Den Brunnen ließ er bis in eine Tiefe 20 Meter graben. Die im Jahr 1733 geförderte Salzmenge von 1160 Zentnern konnte den gesamten Bedarf Nassau-Saarbrückens decken. Doch 1738/39 wird das Werk geschlossen. In der Folge wurde das Salzbrunnenhaus verkauft und daneben eine Mühle errichtet. 
Der Bau des Salzherrenhauses folgte in der zweiten Hälfte des 18. Jahrhunderts. Wozu es nach dem Ende der Salzgewinnung erbaut wurde, ist unbekannt. Belegt ist allerdings die Nutzung als Wohnhaus durch den Industriellen Carl Philipp Vopelius in der Zeit von 1786 bis um 1800. Um 1900 wurde das Salzbrunnenhaus um ein Wohnhaus („Haus Weber“) ergänzt.
1817 bis 1820 wurde die Saline von der preußischen Bergbaubehörde als Eigentümerin untersucht. Man entschied sich aber gegen eine Neuaufnahme des Betriebs und deckte den Brunnen provisorisch ab. Nach dem Zweiten Weltkrieg wurden im Salzbrunnenhaus Notunterkünfte eingerichtet. Als im Februar 1947 der Boden einer Wohnung einbrach, entdeckte man den Brunnenschacht wieder. Zum Erhalt der Anlage gründete man einen Kulturverein, der fortan für die Pflege und Betreuung zuständig sein sollte. Frühe Ideen für ein Museum konnten nicht weiter verfolgt werden, weil die Häuser aufgrund des Wohnungsmangels für Sozialwohnungen gebraucht wurden. Der Brunnenschacht wurde mit einer Betonplatte gesichert.
Erst 1985 kam die Idee erneut auf, als die Häuser aufgrund von Baufälligkeit vom Abriss bedroht waren. 1987 wurde das Gebäudeensemble saniert und durch einen langgestreckten winkelförmigen Neubau ergänzt. Der Neubau beherbergt ein Café und die Stadtbibliothek. Das Salzbrunnehaus wurde als Einraum zum Veranstaltungssaal, im Keller wurde die alte Brunnenanlage restauriert und der Öffentlichkeit zugänglich gemacht. Architekten der Umgestaltung waren Werner und Herbert Huppert in einer Arbeitsgemeinschaft mit Miroslav Wolf und Katharina Hrankovicova. Das ehemalige Herrenhaus beherbergt heute Büros und Veranstaltungsräume der Volkshochschule Sulzbach.

## Architektur des Herrenhauses
Das barocke Herrenhaus ist ein einstöckiger Putzbau auf hohem Sockel und einem steilen Mansardwalmdach. Der Wohntrakt besitzt fünf Achsen, wobei die mittlere die Haustür aufnimmt, die man über einen Treppenaufgang betritt.

## Architektur des Salzbrunnenhauses
Das Salzbrunnenhaus wurde zwar zur Zeit des Barock erbaut, ist aber als funktionaler Zweckbau errichtet worden. An das zweigeschossige Gebäude schließt sich ein dreiachsiger Bau („Haus Weber“) mit etwas niedrigerem Dach an, das früher von den Salzknechten bewohnt wurde.